# Maria Teresa da Áustria (1762–1770)
Maria Teresa Isabel Filipina Luísa Josefa Joana de Áustria (em alemão:  Maria Antonia Josepha Johanna von Österreich) (Viena, 20 de março de 1762 — Viena, 23 de janeiro de 1770) foi uma arquiduquesa da Áustria. Primeira filha do arquiduque e futuro imperador José II do Sacro Império Romano-Germânico, na época de seu nascimento era a herdeira aparente do Sacro Império Romano-Germânico, mas faleceu jovem, aos sete anos de idade.

## Primeiros anos

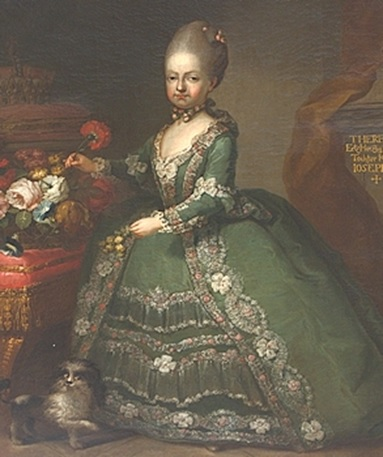
Arquiduquesa Maria Teresa, por Martin van Meytens, por volta de 1770.

Os pais de Maria Teresa, o príncipe herdeiro José (futuro imperador do Sacro Império Romano) e a princesa Isabel de Bourbon-Parma se casaram em Viena em 16 de outubro de 1760. No final de 1761, Isabel ficou grávida e em 20 de março de 1762, deu à luz uma filha que foi batizada com o nome de Maria Teresa Isabel Filipina Luísa Josefa Joana e foi nomeada Arquiduquesa da Áustria.
Do lado materno, a pequena Maria Teresa era descendente do primeiro rei Bourbon na Espanha, Felipe V da Espanha e sua esposa, a rainha Isabel Farnésio. Para o lado de seu pai, ela era descendente da famosa Imperatriz Maria Teresa da Áustria, Rainha da Hungria e da Boêmia, e seu marido, Francisco I, Imperador do Sacro Império Romano. Quando tinha pouco mais de um ano, sua mãe morreu ao dar à luz sua irmã, a arquiduquesa Maria Cristina, que morreu poucas horas depois de nascer. Seu pai estava inconsolável e encontrou refúgio em sua jovem filha. Maria Teresa também era muito próxima de sua tia paterna, a arquiduquesa Maria Antônia, apenas sete anos mais velha do que ela. Ela também foi a primeira neta da Imperatriz Maria Teresa.[carece de fontes?]

## Morte

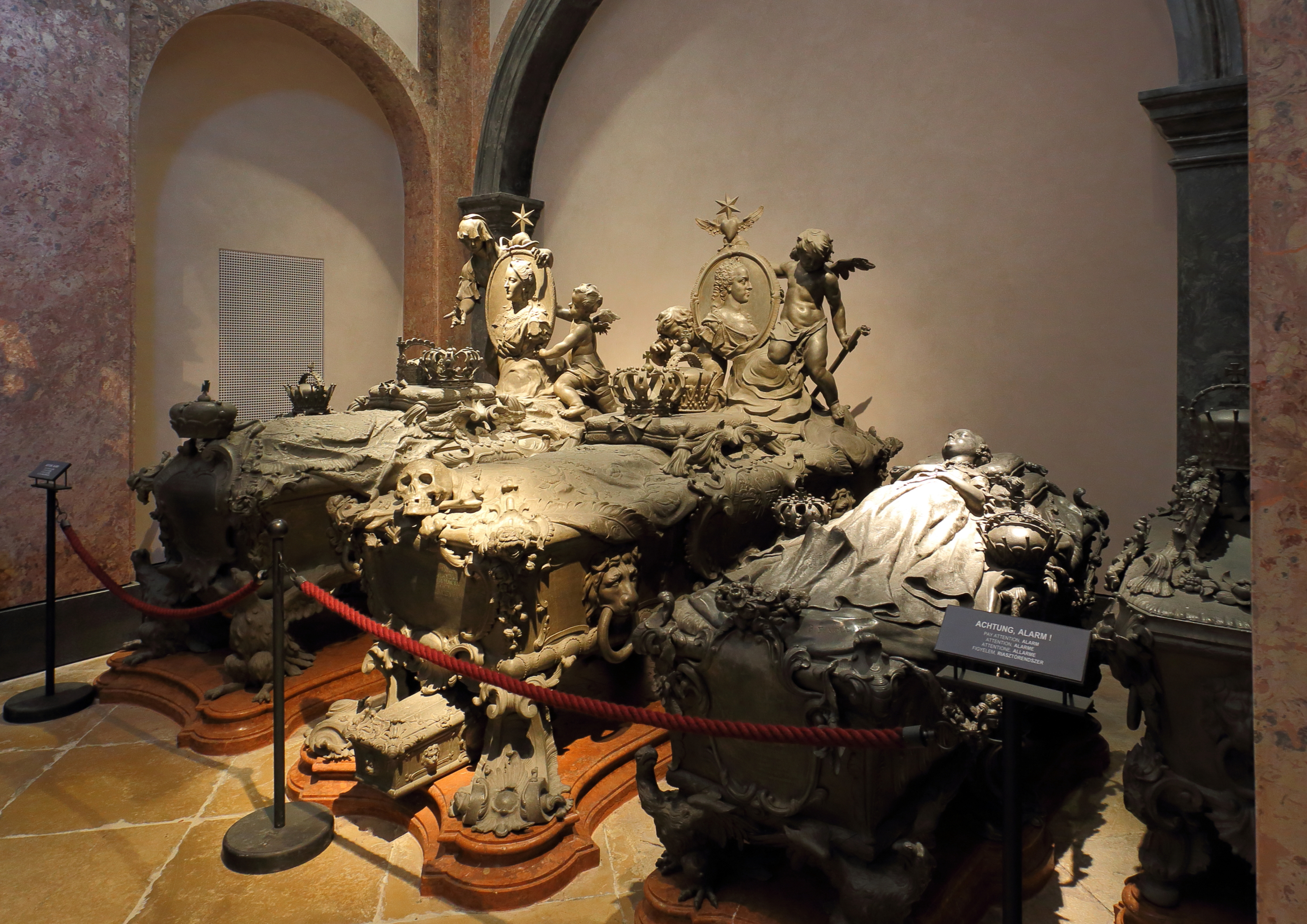
O túmulo da arquiduquesa Maria Teresa (à direita), ao lado de sua mãe Isabel (centro) e sua irmã Maria Cristina.

Já antes de morrer, sua mãe Isabel previu que sua filha Maria Teresa seguiria o mesmo caminho que ela logo em seguida. Suas previsões se realizaram, quando apenas alguns meses após seu oitavo aniversário, a arquiduquesa Maria Teresa ficou doente com a pleurite. Seu pai, naquela época já Imperador do Sacro Império Romano-Germânico, fez todo o possível para salvá-la e comparecer ao seu leito, mesmo à noite. No entanto, a medicina naqueles dias era muito subdesenvolvida e a arquiduquesa Maria Teresa morreu em 23 de janeiro de 1770 devido à febre muito alta.[carece de fontes?] O coração de seu pai estava partido, ele perdera a única evidência física que o lembrava de sua amada esposa. Quando Maria Teresa morreu, o pai dela clamou ao céu:
"Eu não sou mais pai Oh, meu Deus, me devolva minha filha..."
A jovem arquiduquesa foi a terceira dos netos de Maria Teresa a morrer, depois de sua irmã mais nova Maria Cristina († 1763) e de sua prima Maria Cristina Teresa († 1767), filha única de sua tia paterna, Maria Cristina, Duquesa de Teschen. Dizem que, mesmo depois de sua morte, o seu pai guardava suas roupas e sapatos. Ela foi enterrada na Cripta Imperial de Viena ao lado de sua mãe e irmã. Seu túmulo é composto de uma bela efígie que representa a jovem arquiduquesa dormindo pacificamente em uma cama, coberta com um cobertor, com as mãos para o céu em oração e cercada pela Coroa da Hungria e a Coroa do Imperador Romano-Germânico.

## Título
- 20 de março de 1762 — 23 de janeiro de 1770. Sua Alteza Real, a Arquiduquesa Maria Teresa.